# Gustav Bertram

Gustav Bertram

Gustav Bertram (* 20. Oktober 1883 in Wesermünde-Wulsdorf; † 20. Februar 1963 in Oldenburg) war ein deutscher Politiker (NSDAP).

## Leben
Bertram nahm als Soldat am Ersten Weltkrieg teil. Bereits in den 1920er Jahren nahm Bertram Funktionen innerhalb der NSDAP wahr, so ab 1923 als stellvertretender Kassenwart, Vorsitzender von Parteiausschüssen und Gaurichter.
Zum 12. August 1925 trat Bertram der in diesem Jahr neu gegründeten Partei erneut bei (Mitgliedsnummer 15.484). Nach der nationalsozialistischen „Machtergreifung“ amtierte er als Gaufachschaftsberater „Reichsbahn“ und ab 1934 als Gauamtsleiter im Reichsbund der deutschen Beamten.
1933 gehörte er einige Monate lang dem Oldenburgischen Landtag bis zur Auflösung dieser Körperschaft an. Ab 1934 amtierte er als Bürgermeister von Oldenburg.
Am 12. März 1942 trat Bertram im Nachrückverfahren für den ausgeschiedenen Abgeordneten Josef Wagner in den nationalsozialistischen Reichstag ein, in dem er bis zum Ende der NS-Herrschaft im Frühjahr 1945 den Wahlkreis 18 (Westfalen Süd) beziehungsweise den Wahlkreis 14 vertrat.
Als frühes Parteimitglied der NSDAP war Bertram zudem Träger des Goldenen Parteiabzeichens.